# Gabriel Tamaș
Gabriel Sebastian Tamaș (* 9. November 1983 in Brașov, Kreis Brașov) ist ein rumänischer ehemaliger Fußballspieler.

## Vereinskarriere
Der Verteidiger Tamaș begann seine Karriere beim rumänischen Zweitligisten FC Brașov. 1998 unterschrieb er seinen ersten Profivertrag. Im Jahr 2000 wechselte er zum Stadtkonkurrenten Tractorul Brașov. 2002 schaffte er den Sprung zum rumänischen Topklub Dinamo Bukarest. Nach nur einer Saison zog es ihn zum türkischen Klub Galatasaray Istanbul. Im Januar 2004 wechselte Tamaș dann zu Spartak Moskau. Für die beiden Spielzeiten 2004/05 und 2005/06 wurde er zu seinem früheren Klub Dinamo Bukarest und zur Saison 2006/07 zu Celta Vigo ausgeliehen. Nach dem Abstieg von Celta in die Segunda División wechselte Tamaș im Sommer 2007 für ein Jahr in die französische Ligue 1 zu AJ Auxerre. 2008 kehrte er zu Dinamo Bukarest zurück. Anfang 2010 wechselte Tamaș in die englische Football League Championship zu West Bromwich Albion, mit dem er zum Saisonende den Aufstieg in die Premier League schaffte. Nachdem er von Oktober 2013 bis Januar 2014 ohne Verein war, unterschrieb er einen Vertrag beim englischen Zweitligisten Doncaster Rovers. Im Sommer 2014 schloss er sich Ligakonkurrent FC Watford an. Im September 2014 zog er sich eine Verletzung zu und fiel mehrere Monate aus. Im Januar 2015 wechselte er zu Steaua Bukarest (ab April 2017 FCSB Bukarest). Im August desselben Jahres unterschrieb er einen Vertrag bei Cardiff City. Bereits ein halbes Jahr später wechselte Tamaș zurück nach Bukarest. Nach einem zweijährigen Engagement in Israel folgten Verträge bei Astra Giurgiu, Universitatea Craiova und FC Voluntari.

## Nationalmannschaft
Im März 2003 debütierte er in der rumänischen Nationalmannschaft gegen die Slowakei. Bis April 2010 brachte er es auf 44 Länderspiele, in denen er zwei Tore erzielte. Tamaș gehörte zum Aufgebot Rumäniens bei der Fußball-Europameisterschaft 2008. Bis 2018 absolvierte er über 60 Länderspiele.

## Erfolge

### Verein
Dinamo Bukarest
- Rumänischer Pokalsieger: 2003, 2005
- Rumänischer Supercupsieger: 2005

Steaua Bukarest
- Rumänischer Meister: 2015
- Rumänischer Ligapokalsieger: 2015
- Rumänischer Pokalsieger: 2015

Hapoel Haifa
- Israelischer Pokalsieger: 2018